# Barouk
Barouk - Freydiss è un  comune (municipalité) del Libano situato nel distretto dello Shuf, governatorato del Monte Libano.